# Dunvegan Castle

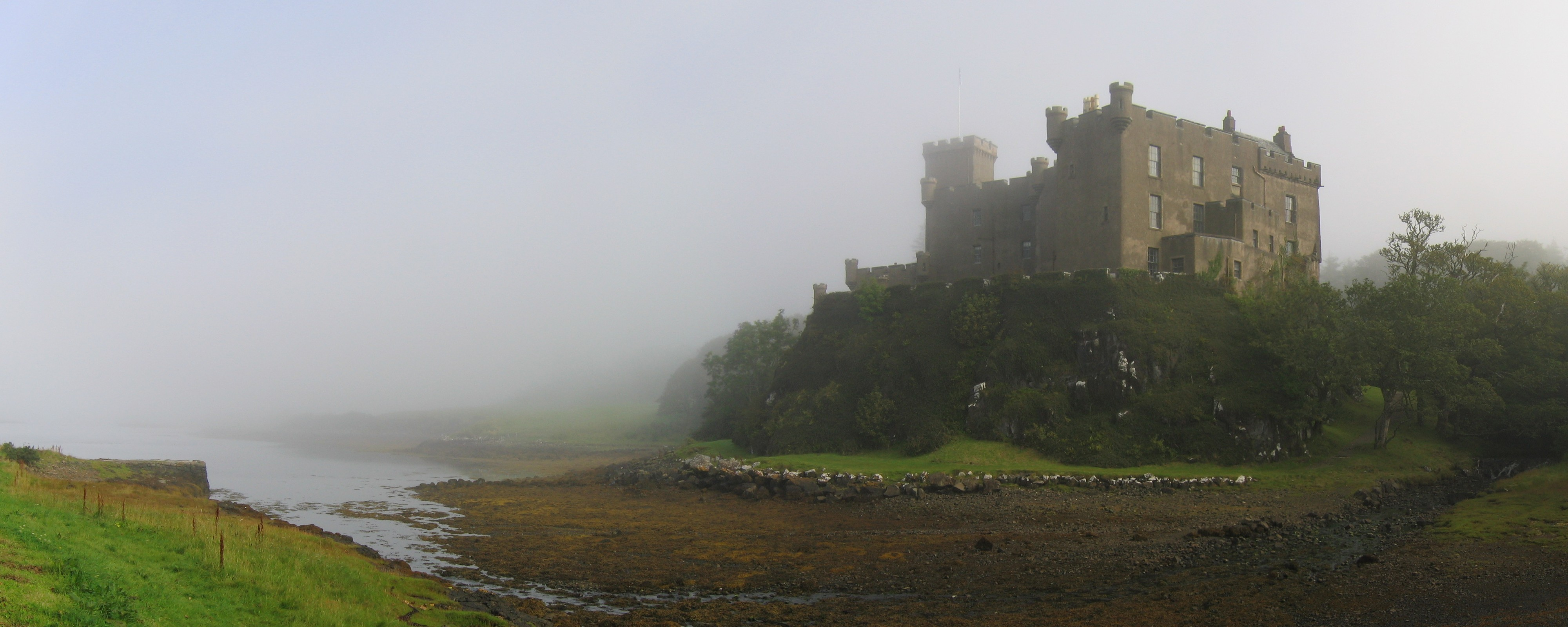
Panorama van Dunvegan Castle in de mist.

Dunvegan Castle is een veertiende-eeuws kasteel in Dunvegan op het Schotse eiland Skye. Het uiterlijk van het huidige kasteel is grotendeels negentiende-eeuws victoriaans. Het kasteel is zetel van clan MacLeod.

## Geschiedenis
In de dertiende eeuw huwde de voorouder van de clan MacLeod, Leod, de erfgename van de Macarailts, de Viking senechals van Skye die woonden in Dunvegan. Leod was de zoon van Olaf the Black, koning van het Eiland Man. Leod had twee zonen, Tormod en Torquil, die respectievelijk de voorouders werden van de clans de MacLeods van Dunvegan, Harris en Glenelg en de MacLeods van Lewis.
Tormod, de eerste leider van de clan, was de eerste die leefde volgens de gaelic traditie in plaats van de vikingtraditie. Deze omslag was gekomen door de Slag bij Largs in 1263, waar de koning Haakon IV van Noorwegen werd verslagen door Alexander III van Schotland. De macht van de Vikingen over de Hebriden was gebroken.
Vanaf de vroege vijftiende eeuw tot de achttiende eeuw waren er voortdurend conflicten tussen de grootste clans op Skye, de MacLeods en de MacDonalds. Dunvegan Castle had echter meer te duchten van interne clanstrubbelingen en van bemoeienis van 'buitenaf', van de Schotse koningen, die probeerden de eilanden onder hun macht te brengen en te houden. In maart 1557 bezette Iain Dubh het kasteel na zich de positie van clanleider te hebben veroverd door alle andere gegadigden te vermoorden. Uiteindelijk werd hij door de clanleden verjaagd en in Ierland door O'Donnells vermoord.
In 1657 verloor de clan MacLeod 800 man in de Slag van Worcester, toen de clan Karel II van Engeland, van het huis Stuart, steunde. Toen de Jacobieten in 1745 in opstand kwamen en poogden Bonnie Prince Charlie op de Schotse troon te krijgen, werd dit niet meer gesteund door de clan MacLeod. Met het neerslaan van de opstand (de Slag bij Culloden) werd echter wel een verandering in de macht van alle Schotse clans in gang gezet door de Engelsen. De absolute macht van de clans verdween.
Door financiële problemen ten gevolge van de aardappelhongersnood (Potato Famine) in 1847-1851 verliet de 25ste leider van de clan MacLeod het kasteel. Dunvegan Castle bleef onbewoond tot 1929 toen de 29ste leider het weer betrok.
In 1938 werd de zuidvleugel door een brand compleet vernietigd.
In 1933 werd Dunvegan Castle voor het eerst opengesteld voor het publiek.

## Bouw
Het kasteel werd gebouwd op een basalten rots aan de oever van Loch Dunvegan. Toegang tot het kasteel was enkel mogelijk via de sea-gate (zeepoort) tot in 1748 een ingang werd gecreëerd via land. Het kasteel had een zoetwaterbron.
Het eerstgebouwde kasteel stamde uit de vroege dertiende eeuw. Een aantal fundamenten van die versterkingen zijn verwerkt in het huidige kasteel, bijvoorbeeld bij de zogenaamde Fairy Tower (feeëntoren). Dit eerste kasteel was grotendeels van hout, enkel de muur om het kasteel was van steen met een ingang enkel op de plaats waar zich nu de sea-gate zich bevindt.
Een donjon werd omstreeks 1350 gebouwd door de derde leider van de clan. Rond 1500 werd de Fairy Tower (feeëntoren) van vier verdiepingen op de zuidoostelijk hoek van de rots gebouwd.
In 1623 werd Rory Mor's House gebouwd; dit werd in 1664 en 1689 veranderd, waarbij enkel de Piper's Gallery (de minstreelgalerij) werd bewaard.
In 1790 veranderde de 23ste leider van de clan, de generaal Norman, het middeleeuwse kasteel in een comfortabele residentie. Zijn zoon voegde in 1801 een stenen brug naar de hoofdpoort toe.
Tussen 1840 en 1850 werden er voor de sier Victoriaanse pepper-pots en andere verdedigingskenmerken toegevoegd door de 25ste leider van de clan.

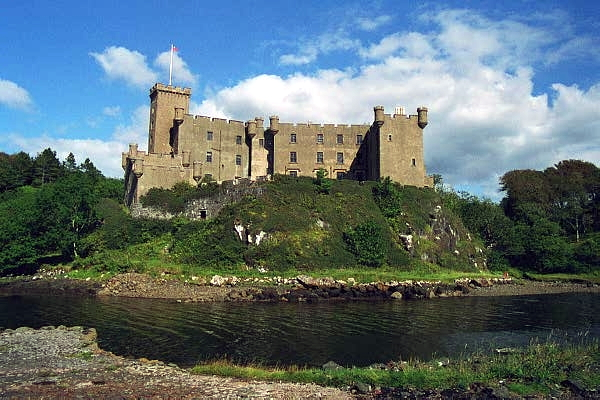
Dunvegan Castle

## Museum
In Dunvegan Castle zijn een groot aantal familiestukken en erfstukken van de clan MacLeod tentoongesteld. Hieronder vallen onder andere de Fairie Flag, de Dunvegan Cup en enige artefacten van de opstand van de Jacobieten. Verder is er de Horn of Rory Mor te zien, een drinkhoorn die de traditie kende, dat de zoon van de clanleider, wanneer hij volwassen werd, de hoorn in één teug moest leegdrinken om de functie van clanleider waardig te zijn.

### Fairie Flag of Dunvegan
De feeënvlag is een stuk geel geverfde zijdedoek uit het Midden-Oosten (wellicht uit Syrië) uit de vierde tot zevende eeuw. Er zijn een aantal legenden over de oorsprong van de Fairie Flag. Zo beweert een legende dat de doek oorspronkelijk een kledingstuk van een vroeg Christelijke heilige is geweest, wellicht meegebracht tijdens de kruistochten. Volgens een verhaal uit de Schotse mythologie kreeg de clan MacLeod de vlag van de feeën die leefden onder de grassige heuvels van Skye. De macht van de vlag zou zijn, dat als de vlag zou worden uitgerold, de MacLeods de overwinning zouden behalen. Deze macht zou verdwijnen wanneer de vlag drie keer was uitgerold.
Volgens de geschiedenis van de MacLeods is de vlag twee keer gebruikt. Eén keer dat de vlag was uitgerold was vrijwel zeker tijdens de Slag van Trumpan Church waarbij de MacDonalds de MacLeods aanvielen in Trumpan als wraakactie op het Bloedbad van Eigg. De tweede keer zou kunnen zijn geweest tijdens een pest onder het vee van de MacLeods.
De vlag werd tijdens de strijd altijd - opgerold - meegenomen en het was vaak alleen al deze psychologische steun die de MacLeods aanzette tot het uiterste te gaan en zo de overwinning te behalen, zoals tijdens de Slag van Glendale. Het verhaal gaat dat de clanleider niet thuis was toen de MacDonalds aanvielen en dat zijn moeder vervolgens het garnizoen te wapen riep en zelf met de vlagdrager de strijd inging; toen de MacLeods bemerkten dat hun vrouwe en de vlag in gevaar waren, wisten ze de vrijwel verloren slag toch nog te winnen.

### Dunvegan Cup
De Dunvegan Cup is een rechthoekige drinkbeker, geschonken aan Rory Mor, leider van de MacLeods, door de O'Neills van Ulster voor de gegeven hulp tijdens hun oorlogen met koningin Elizabeth I van Engeland in 1595. De beker is van hout en voorzien van een decoratieve laag zilver. De houten beker wordt gedateerd rond 900. Origineel was de beker bezet met edelstenen.

### Jacobitische relieken
Hoewel de clan MacLeod in 1745 niet de Jacobitische opstand steunde, waren er velen in de clan die dat wel deden. De opstandelingen probeerden de katholieke Bonnie Prince Charlie op de Schotse troon te krijgen. Toen ze de Slag bij Culloden verloren, moest de prins vluchten. Op een gegeven moment kwam hij naar Skye, waar hij hulp kreeg van verscheidene leden van de clans MacLeod en MacDonald. Donald MacLeod of Galtrigal bracht de prins over van het vasteland naar Skye. Flora MacDonald vergezelde de prins en liet hem doorgaan als haar dienstmeid om door de Engelse linies te komen. Tientallen jaren later huwde haar dochter de privé-leraar van de jonge clanleider en kwam in Dunvegan Castle wonen. In haar laatste levensjaren trok Flora bij haar dochter in en liet haar onder andere een speldenkussen na met de namen van de gevallenen erin geborduurd en een haarlok van Bonnie Prince Charlie. Deze nalatenschap is tentoongesteld, net als de bril van Donald MacLeod.

## Beheer
Dunvegan Castle wordt beheerd door de clan MacLeod. Sinds 1933 zijn delen van het kasteel opgesteld voor publiek.